# Cotoneaster delavayanus
Cotoneaster delavayanus es una especie de planta del género Cotoneaster, perteneciente a la familia Rosaceae.

## Taxonomía
Cotoneaster delavayanus fue descrita por Gerhard Klotz en 1963.

## Distribución
Se encuentra en el territorio centro-sur de China.